# تدريب على استخدام المرحاض

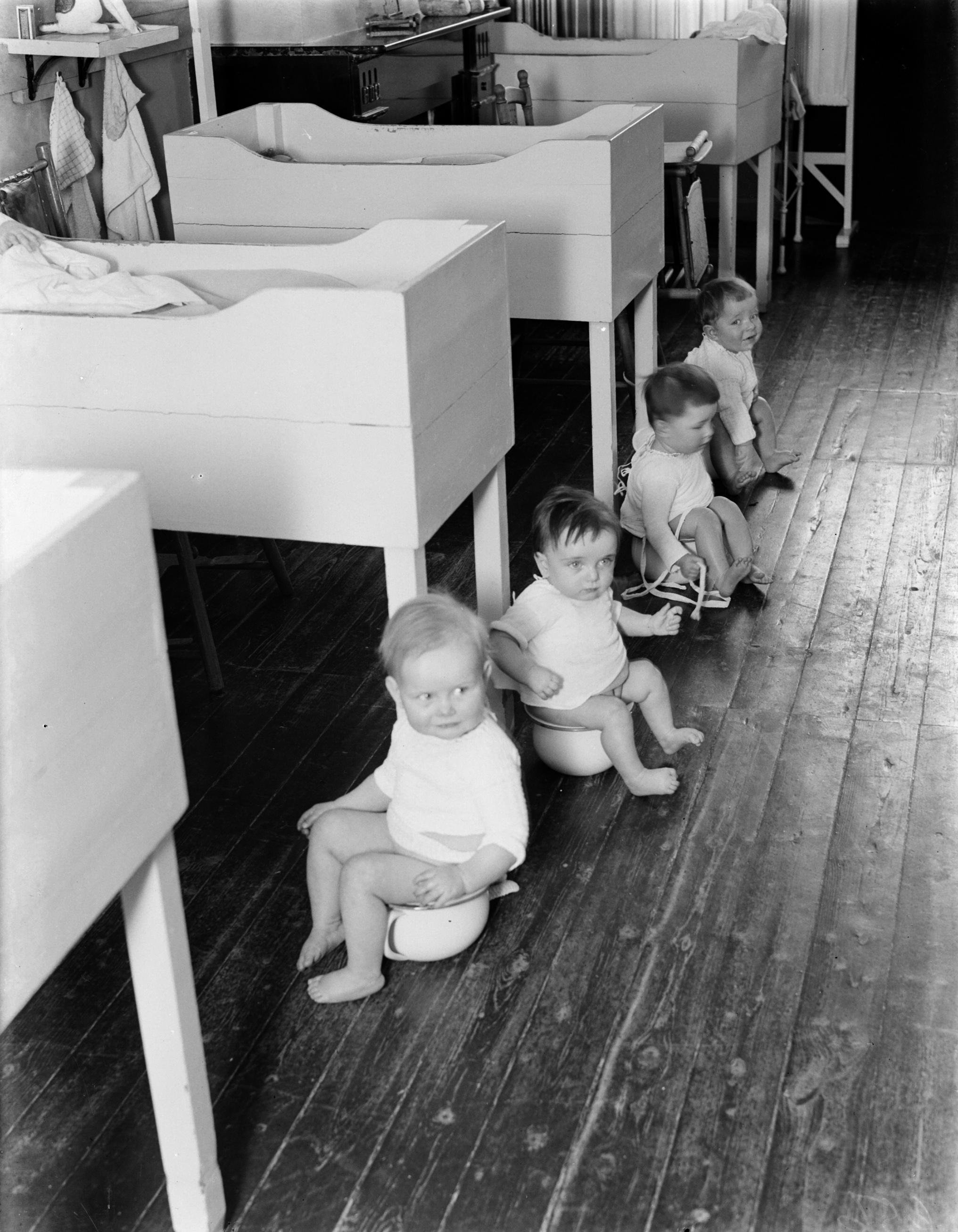

التدريب على استخدام المرحاض أو ما يُعرف أيضاً (بالتدريب على استخدام النونية أو تعلم استخدام المرحاض)، هو عملية تدريب شخص ما، وخاصةً طفل صغير أو رضيع على استخدام المرحاض للتبول أو التبرز. لا تعرف مجتمعات قبل الحداثة إلا القليل عن استخدام المرحاض، إذ تقلبت المواقف تجاه هذا التدريب كثيراً في العصر الحديث، واختلفت باختلاف الثقافات وتبعاً للتركيبة السكانية. تحبذ العديد من أساليب التدريب المعاصرة، السلوك القائم على علم النفس السلوكي والمعرفي.
تتفاوت التوصيات المحددة بشأن التقنيات المستخدمة في التدريب بشكل كبير، وعلى الرغم من أن هنالك مجموعة من هذه التوصيات تُعتبر فعالة بشكل عام، فلا توجد أبحاث محددة حول فعاليتها النسبية. لا يمكن لنهج واحد أن يكون فعالاً على الصعيد العالمي، سواء بالنسبة للمتعلمين أو المتعلم نفسه عبر الزمن، وقد يحتاج المدربون إلى ضبط أساليبهم وفقاً لما هو أكثر فعالية بالنسبة للوضع الذي هم فيه. قد يبدأ التدريب بعد فترة قصيرة من الولادة عند بعض الثقافات، إلا أن هذا التدريب يحدث في معظم العالم المتقدم بين عمر 18 شهراً وسنتين، ويتلقى جميع الأطفال التدريب الكامل في سن الرابعة، وقد يستمر العديد من الأطفال في التعرض لحوادث عرضية.
قد تؤثر بعض الاضطرابات السلوكية أو الطبية في عملية التدريب على استخدام المرحاض، وتزيد من المدة والجهد اللازمين للنجاح في إنجازها. تتطلب هذه الأنشطة في بعض الظروف تدخلاً مهنياً من قبل أخصائي طبي، غير أن هذا الأمر يُعتبر أمراً نادراً حتى لأولئك الذين يواجهون صعوبة في التدريب، إذ يمكن تدريب الغالبية العظمى من الأطفال بنجاح.
قد يواجه الأطفال بعض المشاكل المرتبطة بالتدريب مثل الانزلاقات وسقوط مقاعد المراحيض، ويمكن للتدريب على استخدام المرحاض أن يشكل دافعاً للإساءة. جرى تحديث بعض التقنيات بغرض استخدامها في عملية التدريب، ويكون بعضها متخصص والبعض الآخر شائع الاستخدام.

## لمحة تاريخية
لا تعرف مجتمعات قبل الحداثة سوى القليل عن التدريب على استخدام المرحاض، ويعود الفضل لروما القديمة في أول مرحاض معروف للأطفال، غير أنه لا يوجد دليل على الأساليب التدريبية التي استخدموها. لاحقاً، خلال العصور الأوروبية الوسطى، شملت العلاجات وبحسب مصدر واحد هو «العلاجات الموصى بها للتبول في الفراش»، تناول قنافذ الأرض أو مسحوق مخلب الماعز ورش أعراف الديك المجففة على السرير.
اختلفت المعتقدات والممارسات الثقافية المتعلقة بالتدريب على استخدام المرحاض في الآونة الأخيرة. فعلى سبيل المثال، تحول الوالدان بدءاً من أواخر القرن الثامن عشر من استخدام أوراق الأشجار والبياضات أو عدم استخدام أي شيء في تغطية الأعضاء التناسلية للطفل، إلى استخدام الحفاضات المصنوعة من القماش، والتي يجب غسلها يدوياً. أعقب ذلك ظهور الغسالات الميكانيكية، ومن ثم تعميم الحفاضات التي يمكن التخلص منها في منتصف القرن العشرين، وبالتالي فقد انخفض العبء الواقع على وقت الوالدين والموارد اللازمة لرعاية الأطفال الذين لم يتدربوا على استخدام المرحاض بعد، وساعد ذلك على تخفيف التوقعات المتعلقة بالوقت الذي يحتاجه التدريب، إلا أن هذا الاتجاه لم يظهر بشكل متساو في جميع أنحاء العالم. لا يزال أولئك الذين يعيشون في البلدان الفقيرة يواجهون ضغوطاً متزايدة فيما يتعلق بالتدريب على استخدام المرحاض في أبكر وقت ممكن، إذ أن الحصول على وسائل الراحة مثل الحفاضات التي يمكن التخلص منها قد يشكل عبئاً كبيراً، وحتى في البلدان المتقدمة، تميل الأسر الأفقر إلى تدريب الأطفال في أبكر وقت ممكن مقارنةً بنظيراتها الأكثر ثراءً.
سيطر التحليل النفسي على الكثير من مفاهيم القرن العشرين المتعلقة بالتدريب على استخدام المراحيض، مع تركيزه على اللاوعي وعلى التحذيرات بشأن الآثار النفسية المحتملة التي ظهرت في وقت لاحق لبعض تجارب التدريب على المراحيض. فعلى سبيل المثال، عزا عالم الأنثروبولوجيا جيفري غور الفترة المعاصرة في المجتمع الياباني التي حصلت في الأربعينيات إلى طريقتهم في التدريب على استخدام المرحاض، إذ كتب أن «التدريب على استخدام المرحاض في وقت مبكر وبحزم هو التأثير الوحيد والأكثر أهمية على تشكيل الشخصية اليابانية في سن الرشد. وربط بعض منظري تربية الأطفال الألمان في السبعينيات النازية والهولوكوست بالشخصيات السلطوية والسادية التي نتجت عن التدريب الذي يستخدم العقاب».
جرى التخلي عن كل هذا في القرن العشرين لصالح المدرسة السلوكية، مع التركيز على كل من الطرق التي تعتمد المكافآت والتعزيزات ما يزيد من تواتر بعض السلوكيات، وعلم النفس الإدراكي، والتركيز على المعنى والقدرة المعرفية والقيم الشخصية. وكان لبعض الكتاب مثل الطبيب النفساني وطبيب الأطفال آرنولد جيسل، إلى جانب طبيب الأطفال بنيامين سبوك، تأثير فيما يتعلق بإعادة صياغة مسألة التدريب على استخدام المرحاض باعتبارها واحدة ومن الاستعدادات البيولوجية للطفل.

## الأساليب
تذبذبت النهج المتبعة في مجال التدريب على استخدام المراحيض بين «الاستعداد السلبي للطفل» (الأساليب القائمة على الطبيعة)، التي تؤكد على استعداد الطفل الفردي، وأكثر على «السلوكيات المنظمة» (الأساليب القائمة على التربية)، والتي تشدد على ضرورة بدء الأبوين بنظام التدريب في أقرب وقت ممكن. يُعد أسلوب برازلتون الموجه للطفل، من بين الطرق الأكثر شعبية، والنهج الموضح في كتاب الحس السليم لرعاية الرضيع والطفل لمؤلفه بنيامين سبوكن والأساليب التي أوصت بها الأكاديمية الأمريكية لطب الأطفال، وأسلوب «التدريب على استخدام المرحاض في يوم واحد»، الذي طوره كل من ناثان أزرين وريتشارد م. فوكس. بحسب الأكاديمية الأمريكية لأطباء الأسرة، فإن نهجي برازلتون وأرزين مع فوكس يُعتبران فعالين بالنسبة للأطفال الذين يكونون في وضع النمو الطبيعي على الرغم من أن الأدلة محدودة، ولم تجر أي دراسة تقارن مباشرة بين فعالية الاثنتين. تتبع توصيات الأكاديمية الأمريكية لطب الأطفال عن كثب نهج برازلتون، بينما وجدت دراسة واحدة على الأقل تقترح أن الطريقة المشتركة لفوكس وأرزين كانت أكثر فعالية من تلك التي اقترحها سبوك.
تختلف الآراء بين الآباء اختلافاً كبيراً فيما يتعلق بالنهج الأكثر فاعلية في التدريب على استخدام المرحاض، إذ قد يتطلب النجاح في ذلك تقنيات متعددة أو متنوعة وفقاً لما يكون الطفل أكثر استجابة له، والذي يمكن أن يشمل استخدام مواد تعليمية مثل كتب الأطفال، وسؤال الأطفال بانتظام عن حاجتهم إلى استخدام الحمام، أو شرح توضيحي من قبل أحد الوالدين أو استخدام نوع من نظام المكافآت. قد يستجيب بعض الأطفال بشكل إيجابي أكثر للتدريب المختصر والمكثف على استخدام المرحاض، في الوقت الذي قد يكون البعض الآخر أكثر نجاحاً في التكيف البطيء على مدى فترة زمنية أطول. توصي الأكاديمية الأمريكية لطب الأطفال بغض النظر عن التقنيات المستخدمة، بأن تستخدم الاستراتيجية المتبعة في التدريب على المرحاض أكبر قدر ممكن من مشاركة الوالدين وتشجيعهم.
تقدم الجمعية الكندية لطب الأطفال عدداً من التوصيات الخاصة بتقنيات التدريب على استخدام المرحاض. وتشمل التدابير ما يلي:
- استخدام أداة تكيف لمقعد المرحاض أو كرسي للقدمين أو كرسي للمرحاض لضمان سهولة وصول الطفل إليه.
- تشجيع الطفل والإشادة به عندما يخبر والديه أنه يحتاج الذهاب إلى المرحاض، وحتى بعد انتهائه من ذلك.
- الانتباه إلى الإشارات السلوكية للطفل والتي قد تشير إلى حاجته للذهاب إلى المرحاض.
- من المفضل أن يشجع الوالدين طفلهما ويثنيا عليه ويتجنبا معاقبته أو اتباع التعزيز السلبي.
- التأكد من اتباع جميع الأشخاص الذين يساعدونهم على تدريب الطفل نفس الأسلوب في التعامل معه.
- بدء استخدام الملابس الداخلية القطنية أو سراويل التدريب التي تستخدم مرة واحدة بعد تحقيق الطفل لنجاحات متكررة في استخدام المرحاض.[10]